# Hegèsies de Salamina
Hegèsies de Salamina (en llatí Hegesias, en grec antic Ἡγησίας), anomenat Hegesinus per Foci, va ser un poeta grec nascut a Salamina al que s'atribueix l'autoria dels Cants Cipris que iniciaven el Cicle Troià en el que s'anomena el Cicle èpic, obra que d'altra banda s'atribueix també, potser amb més fonament, a Estasí (Stasinus), segons diu Ateneu de Naucratis.